# I Can't Be with You
I Can't Be with You  è un singolo del gruppo musicale irlandese The Cranberries estratto dal loro secondo album No Need to Argue nel 1995.
La canzone ha ottenuto un successo minore nella maggior parte dei Paesi europei in cui è stata pubblicata, raggiungendo la posizione numero 21 nella natia Irlanda. In Islanda ha raggiunto la prima posizione per una settimana nell'aprile 1995, diventando il terzo singolo consecutivo dei Cranberries alla numero 1.

## Video musicale
Il videoclip di accompagnamento al singolo è stato diretto da Samuel Bayer, regista anche dei video di altri brani di successo della band, come Zombie, Ode to My Family e Ridiculous Thoughts. 
Il video mostra la cantante del gruppo Dolores O'Riordan in abiti anni '20, inginocchiata accanto a un letto e intenta a fare il bagno a un bambino in una piccola vasca. Appare poi mentre cammina attraverso edifici e strade desolate con una torcia di legno, con un uomo anziano vestito da angelo spesso in agguato sullo sfondo. Nel corso del video si vede la band suonare in un prato indossando abiti rossi. Nella scena finale, il vecchio ritorna nel luogo in cui era stato visto all'inizio del filmato. 
Alcune parti del video sono state girate a Copped Hall, a Epping.

## Tracce
7" single
1. I Can't Be with You
2. (They Long to Be) Close to You (Burt Bacharach, Hal David)

CD single
1. I Can't Be with You
2. (They Long to Be) Close to You
3. Empty (live al BBC Radio One FM Evening Session, 26 settembre 1994)

Limited Edition CD single
1. I Can't Be with You (live al BBC Radio One FM Evening Session, 26 settembre 1994)
2. Zombie (Acoustic)
3. Daffodil Lament (live al Feile, Tipperary, 30 luglio 1994)

Australian CD single
1. I Can't Be with You
2. Empty (live on BBC Radio One FM Evening Session, 26 September 1994)
3. I Can't Be with You (live on BBC Radio One FM Evening Session, 26 September 1994)

## Classifiche
| Classifica (1995) | Posizione massima |
| ----------------- | ----------------- |
| Australia         | 30                |
| Francia           | 24                |
| Irlanda           | 21                |
| Nuova Zelanda     | 25                |
| Regno Unito       | 23                |